# Walter M. Scott
Walter M. Scott (Cleveland, 7 novembre 1906 – Los Angeles, 2 febbraio 1989) è stato uno scenografo statunitense.

## Filmografia (parziale)
- Il cielo può attendere (Heaven Can Wait), regia di Ernst Lubitsch - associato (1943)
- La barriera d'oro (Nob Hill), regia di Henry Hathaway - set decorator (1945)
- La signora in ermellino (That Lady in Ermine), regia di Ernst Lubitsch e (non accreditato) Otto Preminger - decoratore (1948)
- La gente mormora (People Will Talk), regia di Joseph L. Mankiewicz - decoratore (1951)
- Mariti su misura (The Model and the Marriage Broker), regia di George Cukor (1951)
- Operazione Cicero (Five Fingers), regia di Joseph L. Mankiewicz (1952)
- L'altalena di velluto rosso (The Girl in the Red Velvet Swing) regia di Richard Fleischer - arredatore (1955)
- Papà Gambalunga (Daddy Long Legs), regia di Jean Negulesco - arredamenti (1955)
- Le piogge di Ranchipur (The Rains of Ranchipur), regia di Jean Negulesco (1955)
- Io non sono una spia (Three Brave Men), regia di Philip Dunne (1956)
- Paura d'amare (Hilda Crane), regia di Philip Dunne (1956)
- Viaggio al centro della Terra (Journey to the Center of the Earth), regia di Henry Levin (1959)

Ebbe ben 21 candidature all'Oscar alla migliore scenografia vincendo sei volte:
- 1954 per La tunica
- 1957 per Il re ed io
- 1960 per Il diario di Anna Frank
- 1964 per Cleopatra
- 1967 per Viaggio allucinante
- 1970 per Hello, Dolly!